# JoJo
喬安娜·李文絲奇（英語：Joanna Noëlle Blagden Levesque，1990年12月20日—），藝名為JoJo，是美國一位R&B和流行音樂歌手、唱片製作人和演員。她的個人首張同名專輯，在告示牌200排行榜裡排名第4，並獲得RIAA的白金認證。
她的第二張專輯《The High Road》在2006年10月17日發行，並在告示牌200排行榜裡排名第3。這張專輯連計單曲，一共在全球發行超過一千萬張。她也開始了演藝事業，JoJo在2006年演出了兩套電影，分別是Aquamarine和RV。JoJo正在準備個人第三張專輯，預計在2009年發行。

## 早期生活
JoJo在佛蒙特州小鎮伯瑞特波羅出生，並在新罕布希爾州金恩（Keene）和麻省福克斯堡（Foxborough）成長。她的血統包括母親的蘇格蘭人、愛爾蘭人、英國人和波蘭人的血統，和父親那邊法裔加拿大人、愛爾蘭人和土生土長的美洲印第安人的血統。她在一個低收入家庭以及只有一間房間的公寓成長。她的父親──Joel Maurice Levesque，以唱歌作為嗜好；她的母親──Diana Levesque，在一間音樂劇院訓練，並在一間天主教教堂裡擔任唱詩班成員。JoJo三歲時，父母便離異了。
在JoJo的早年生活時，當她的母親在練習聖詩時，她會聽以及學習。早在JoJo二歲零三個月時，她已經開始模仿母親唱歌，並開始把學到的兒歌編成R&B, Jazz 和 Soul的旋律。作為一個兒童，JoJo喜歡參加Native American festivals和在附近的專業舞台作表演。
經過Kids Say the Darndest Things: On the Road in Boston的試音後，JoJo獲得了一個演唱機會，她在台上演唱了艾瑞莎·弗蘭克林（Aretha Franklin）在1967年的熱門歌曲──"Respect"。主持人Bill Cosby 在Faneuil Hall的觀眾都對她的表演讚嘆不已。不久，The Oprah Winfrey Show 與她聯絡，邀請她在節目演唱。另外，JoJo也在Maury裡其中一集"kids-with-talent"的環節中與其他兒童表演。當她表演完畢，她表示：「When it came to performing, I just had no fear」。

## 個人生活
JoJo會間中回到麻省的福克斯堡，她兒時成長的地方，以及探望她的父母。在過去三年裡，JoJo一直就讀寄宿學校，並表示學校在她的生命裡是一個很重要的地方。她的學業不俗，平均都有A或B。
JoJo曾在2005年5月至2006年9月與美國足球員弗雷迪·阿杜（Freddy Adu）交往。一篇華盛頓日報在2006年11月發表的報道指出這對情侶已經分開。JoJo向American Top 40的主持人瑞安·西克雷斯特（Ryan Seacrest）表示她與弗雷迪仍是好朋友。
在2007年2月28日，她被福布斯選為25歲以下年度收入榜的第十名，年度收入為一百萬美元。

## 音樂作品
- 2004年：JoJo（英语：JoJo (album)）
- 2006年：The High Road（英语：The High Road）
- 2009年：All I Want Is Everything
- 2018年：JoJo（英语：JoJo (album)）（重新錄製版）
- 2018年：The High Road（英语：The High Road）(重新錄製版）

## 影視作品

### 電影與電視劇
| 年份           | 名稱                                    | 角色                           | 備注                             |
| -------------- | --------------------------------------- | ------------------------------ | -------------------------------- |
| 1998年         | Kids Say the Darndest Things            | 參賽者                         | 以JoJo的名義                     |
| 1999年－2000年 | Destination Stardom                     | 參與者                         | 以JoJo的名義                     |
| 2002年         | Developing Sheldon                      | Young Elizabeth                | 以JoJo的名義                     |
| 2002年         | The Bernie Mac Show                     | Michelle                       | 1集                              |
| 2003年         | America's Most Talented Kid             | 自己──作為表演者               | 1集                              |
| 2004年         | American Dreams                         | Young Linda Ronstadt           | 1集                              |
| 2004年         | Shark Tale                              | 自己                           | 以Joanna "JoJo" Levesque的名義   |
| 2005年         | Hope Rocks: The Concert with a Cause    | 主持人                         | 由霍士廣播公司製作，以JoJo的名義 |
| 2006年         | Aquamarine                              | Hailey Rogers                  | 以Joanna "JoJo" Levesque的名義   |
| 2006年         | RV (Runaway Vacation)                   | Cassie Monroe                  | 以Joanna "JoJo" Levesque的名義   |
| 2006年         | Romeo!                                  | 自己                           | 1集                              |
| 2007年         | 明星大整蛊                              | 自己                           | 第八季第六集                     |
| 2008年         | True Confessions of a Hollywood Starlet | Morgan Carter / Claudia Miller | 由Lifetime Television製作        |

## 獎項

### 獲獎
- Boston Music Awards 2007 - National Female of The Year with "Too Little, Too Late"
- Hollywood Life 9th Annual Young Hollywood Awards 2007 -   Breakthrough performance
- Yahoo Music Award - 10,000,000 downloads for "Too Little, Too Late"

### 提名
- Young Artist Awards 2007 - Best Performance in a Feature Film with Aquamarine
- 青少年选择奖 2006 - Female Choice Breakout with Aquamarine
- MTV Video Music Award 2004 - Best New Artist Leave (Get Out)

## 外部連結
- Official U.S. website（页面存档备份，存于）
- Official UK website
- JoJo的MySpace主頁
- JoJo在Allmusic上的頁面
- JoJo在互联网电影资料库（IMDb）上的資料（英文）